# Dicranota brachyneura
Dicranota brachyneura är en tvåvingeart som beskrevs av Alexander 1960. Dicranota brachyneura ingår i släktet Dicranota och familjen hårögonharkrankar. Inga underarter finns listade i Catalogue of Life.